# Bóbitás alka
A bóbitás alka (Aethia cristatella) a madarak osztályának lilealakúak (Charadriiformes) rendjébe és az alkafélék (Alcidae) családjába tartozó faj.

## Rendszerezése
A fajt Peter Simon Pallas német zoológus írta le 1769-ben, az Alca nembe Alca cristatella néven. Sorolták a Simorhynchus nembe Simorhynchus cristatellus néven is.

## Előfordulása
A Csendes-óceán északnyugati részén, a Bering-tengernél és az Ohotszki-tengernél, Kanada, az Amerikai Egyesült Államok, Mexikó, Japán és Oroszország területén honos. 
Természetes élőhelyei a sziklás szigetek, tengerpartok és a nyílt óceán. Nem vonuló, de kóborló faj.

## Megjelenése
Testhossza 20 centiméter, szárnyfesztávolság 40-50 centiméter, testtömege 50-265 gramm.
|  |

## Életmódja
Főleg rákokkal táplálkozik, de ritkán apró halakat és tintahalakat is fogyaszt, melyeket lemerülve szerez meg.

## Szaporodása
Telepesen fészkel. Sziklák közé, repedésekbe, vagy üregekbe készíti fészkét.

## Természetvédelmi helyzete
Az elterjedési területe nagyon nagy, egyedszáma ugyan csökken, de még nem éri el a kritikus szintet. A Természetvédelmi Világszövetség Vörös listáján nem fenyegetett fajként szerepel.